# Фоліс
Фоліс, фолл (лат. follis (множина: folles) — давньоримська і візантійська монета. Введена в рамках грошової реформи Діоклетіана у 294. Монета вартістю 1/32 римського фунта (лібри) — близько 10 грам.
Карбувалася з бронзи та була покрита тонкою плівкою срібла. Назва фоліс (фолл) означає гаманець.
Під час введення в обіг Фоліс мав вартість 12,5 d. c. (denarii communes, «розрахункових денарів»), а після реформи 1 вересня 301 досяг вартості 25 d. c.
За Константина І фоліси було знецінено. Монета фактично не містила срібла. Як наслідок фінансових криз 346 року фоліс замінили на ас.

## Візантійська імперія
498 року візантійський імператор Анастасій I провів грошову реформу, знову ввівши в обіг фолл. Карбували бронзові фолли та нуммії (1/2 фолісу). Розміри і вага фоллів постійно коливалася. За правління Анастасія I у 498 році монети важили 9 г і мали діаметр 23-27 мм, у 512 році — 18 г; за Юстиніана I (538 рік) — вага 22 г і діаметр до 40 мм. Номінали позначалася грецькими літерами: M (1 фолл або 40 нуммій), K (1/2 фолісу або 20 нуммій), I (1/4 фолісу або 10 нуммій) — деканумміон, E (1/8 фолісу або 5 нуммій) — пентанум. Монету карбували на трьох візантійських монетних дворах: у Константинополі, Нікомедії та Антіохії до X століття.

### Фолл Анастасія I

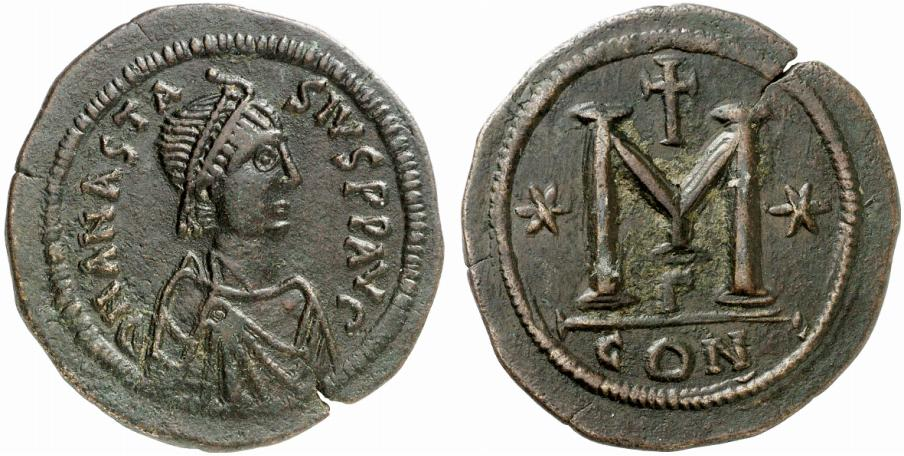
Фолл Анастасія I, Константинопольський монетний двір, 498 — 507 рік карбування

На аверсі фоллу Анастасія I зображено погруддя імператора у профіль праворуч у військовому одязі й діадемі. Легенда: DN ANASTASIVS PP AVG (лат. Dominus Noster Anastasius Perpetuus Augustus) — Владика наш Анастасій Вічний Август.
На реверсі викарбувана велика цифрова літера М (40 нуммій); зверху хрест; з обох боків дві зірки. В ексерзі позначено знак монетного двору: CON (Constantinopolis) — Константинополь, а над лінією — знак цеху (Α, Β, Γ, Δ тощо — відповідно 1-й, 2-й, 3-й або 4-й цех). 
Вага монети становить 16,5 г.
Фолл Анастасія I — найдавніша візантійська монета, знайдена на території Києва — на Замковій горі. Саме за цією знахідкою датували заснування столиці. Це дало підставу 1982 року відзначити 1500-річний ювілей української столиці, а у подальші роки — День Києва.